# Хор Турецького
«Хор Турецького» — музичний колектив під керівництвом народного артиста Росії Михайла Турецького. Основа унікальної концепції колективу — «живі» голоси. Артисти виконують композиції більш ніж десятьма мовами без фонограми, в тому числі — а капела. Десять вокалістів представляють всю палітру чоловічих співочих голосів.

## Історія колективу
«Хор Турецького» дебютував 1990 року в філармонічних залах Таллінна та Калінінграда. На початку кар'єри репертуар колективу відрізнявся від сучасних шоу «Хору Турецького». Витоки арт-групи беруть початок у Хорі при Московській хоральній синагозі. В кінці 80-х років майбутній Хор Михайла Турецького виконував єврейську літургійну музику. Через декількох років амбіції колективу вийшли за межі цієї достатньо вузької області. Група успішно комбінує в репертуарі найрізноманітніші жанри: оперну, духовну (літургійну), народну, популярну музику з різних країн та епох.

«Мало хто був зацікавлений в такій музиці тоді, і взагалі ніхто в пост-радянських країнах… Тому, коли я отримав можливість, я провів деякі дослідження в бібліотеках Нью-Йорка та Єрусалима та виявив цей глибокий, різноманітний, і дуже стильний пласт музики, доступний на емоційному рівні кожній людині… З часом ми прийшли до розуміння того, що нам необхідне ширше коло слухачів і почали включати світський матеріал в наші програми… Сьогодні наш репертуар включає музику чотирьох останніх століть: від Генделя та хітів радянської епохи до шансону та найкращих зразків сучасної поп-культури…»
— Михайло Турецький, народний Артист Російської Федерації, засновник та лідер «Хору Турецького» 

### Основні етапи творчості

Репетиція хору з Йосипом Кобзоном. [http://arthor.ru Із фотоархіву Хору Турецького

Артур Кейша та Михайло Кузнєцов під час концерту в Ізраїлі, листопад 2004 р.

1989 — Михайло Турецький створює та очолює чоловічий хор Московської хоральної синагоги. Там же в 1990 році офіційно дебютував колектив.
За підтримки благодійної організації «Джойнт» пройшли перші концерти Хору в Калінінграді, Таллінні, Кишиневі, Києві, Ленінграді, Москві та інших містах. «Чоловічий камерний єврейський хор» під керівництвом Михайла Турецького в той період виступив своєрідним локомотивом відродження інтересу до юдейської музичної традиції. Музика, що знаходилася на межі зникнення з 1917 року, знову пролунала за межами синагог та стала надбанням широкого кола глядачів.
1991–1992 — Виступи Хору в США, Канаді, Великої Британії, Франції, Ізраїлі. Хор під керуванням Михайла Турецького брав участь у фестивалі «Por Me Espiritu» у Толедо (Іспанія), присвяченому 500-річчю вигнання євреїв. У програмі фестивалю брали участь також зірки світової музики Пласідо Домінго, Ісаак Штерн, оркестр під керуванням Зубіна Мети. У заході взяли участь представники Канади, Великої Британії, Франції, Італії, Греції, Марокко та Китаю.
1993–1994 — гастрольний тур по Великої Британії, Ізраїлю, США та Польщі. Американська музична асоціація удостоює Михайла Турецького орденом «Золота корона» — нагородою, якою володіють всього вісім осіб в світі.
1995–1996 — хор розділяється на дві частини: одна залишається в Москві, друга відправляється в Маямі на роботу за контрактом в синагозі «Temple Emmanu-El», де солісти Хору удостоюються статусу «Почесних жителів міста Маямі». Спільний виступ з Хуліо Іглесіасом. Поповнення репертуару світовими шлягерами, фольклорними піснями, оперними аріями, бродвейською класикою, джазовими композиціями.
1997 — Колектив бере участь у прощальному турне І. Д. Кобзона по містах Росії — більше ніж 100 концертів. Група привернула увагу мера Москви Юрія Лужкова, уряд Москви удостоює «Чоловічий Камерний Єврейський Хор» статусу державної установи.
1998–1999 — Хор гастролює по містах СНД, Іспанії, Голландії, Німеччини, Бельгії, Швейцарії, Австралії і США, де 6 лютого оголошується «Днем Московського Єврейського Хору».
2000–2001 — Спільне концертне турне з Йосипом Кобзоном в Ізраїлі, гастролі в США, Австралії, Німеччини, Ізраїлі та містах СНД. Колектив виступає на сцені Московського Державного Театру Естради.
2002 — Указом Президента Російської Федерації за заслуги в галузі мистецтва Михайлу Турецькому присвоєно почесне звання «Заслужений артист Російської Федерації».
2002–2003 — Колектив активно гастролює по Німеччині і США.
2004 січень — Перший сольний концерт арт-групи «Хор Турецького» в ГЦКЗ «Росія» з програмою «Десять голосів, які потрясли світ», за яку Михайло Турецький удостоюється звання «Людина Року — 2004» у номінації «культурна подія року» національної Премії «Людина року — 2004».
2004 грудня — Арт-група «Хор Турецького» представляє програму «Коли співають осіби» в Державному Кремлівському Палаці (з участю Емми Шаплан та Глорії Гейнор).
2005 січень — Американське турне: концерти в найкращих залах Сан-Франциско, Лос-Анджелеса, Атлантик-Сіті, Бостона та Чикаго.
2005–2006 — ювілейний тур арт-групи «Хор Турецького» з новою програмою «Народжені співати» охоплює понад 100 міст Росії та країн СНД.
2006–2007 — Гастрольний тур колективу з програмою «Музика всіх часів та народів» по 70 містах Росії та країн СНД.
2007 — Арт-група «Хор Турецького» стає лауреатом премії російської музичної індустрії «Рекорд'-2007» за найкращий класичний альбом року — колекційне видання «Велика музика», а також лауреатом Щорічної Національної Премії «Емоція» в номінації «Повага». Премія присуджена за найгучніший соціально-значимий благодійний проект — дитячий благодійний концерт «Твори добро сьогодні!», Що відбувся 27 березня за підтримки Уряду Москви та Комітету з культури міста Москви на головному майданчику країни, в Державному Кремлівському палаці, що пройшов. Концерт відвідало понад 5000 дітей: обдаровані та талановиті хлопці, діти із соціально незахищених та багатодітних сімей, діти-інваліди.
«Наша акція — унікальна можливість звернутися до величезної аудиторії слухачів із закликом творити добро, — вважає Михайло Турецький, — адже не секрет, що мова музики, як ніякий інший, доступний та зрозумілий кожному з нас. Бурхливі оплески, море квітів, захоплені дитячі обличчя, вогонь в їхніх очах — все це свідчить про те, що поставлена нами мета була досягнута».
2007–2008 — Гастрольний тур колективу з програмою «Алілуя любові» по містах Росії та країн СНД. Хор дає рекордну кількість концертів у Москві: 4 сольні концерти в Кремлівському Палаці і один додатковий концерт в Лужниках (ГЦКЗ «Росія»).
2008–2009 — Гастрольний тур колективу з програмою «Шоу триває…» по містах Росії, країн СНД і США.
2010–2011 — Ювілейний тур «20 років: 10 голосів».
2011 — стартує тур «Початок».

## Солісти
| Фото | Соліст | Рік початку роботи в колективі |
| ---- | --- | ------------------------------ |
|      | Михайло Турецький— лідер та творець групи, ліричний тенор, Заслужений артист Росії з 2002 р., Народний артист РФ з 2010 р. Закінчив Хорове училище ім. Свєшнікова та інститут ім. Гнесіних. Керував дитячим хором, хором театру Юрія Шерлінг. «Не уявляю, чим би я міг займатися, якби не став музикантом… Складні композиції без диригента неможливо виконати. Я веду хор і залучаю аудиторію в наш вокальний діалог. XXI століття — це вік інформації та професіоналізму. Коли я чую чудовий звук, бачу оригінальну режисуру та сучасну сценографію — от тоді я розумію, що тут працює група справжніх професіоналів» — М.Б.Турецький | 1989                           |
|      | Алекс Александров— драматичний баритон Один з наймолодших солістів Хору, і, одночасно, старожил колективу. Алекс Александров не лише соліст, але також та помічник хореографа, багато танцювальні номери у концертах поставлені з його допомогою. Копіює голоси інших співаків — Бориса Моїсеєва, Тото Кутуньо та ін. Народився в 1972 р. в Москві. Випускник Хорового училища ім. Свєшнікова та інституту ім. Гнєсіних в 1995 р. Закінчив Хорове училище ім. Свєшнікова та інститут ім. Гнєсіних в 1995 р. Арт-група «Хор Турецького» — це все моє життя, більша її частина. Тут я ріс, ставав особистістю. Не уявляю свого життя поза хору. Маестро для мене — не просто керівник та творець колективу, для мене він — другий батько… Я вірю в себе. Мені ще є до чого прагнути, та й просто цікаво жити".— А.Александров | 1990                           |
|      | Євген Кульміс — бас-профундо, поет, у минулому — директор хору. Народився під Челябінськом 1966 року. Починав музичну кар'єру як піаніст. Закінчив інститут ім. Гнєсіних за спеціальністю «музикознавство» (історико-теоретико-композиторське відділення), навчався в аспірантурі. Євген Кульміс — автор текстів та віршованих перекладів окремих номерів Хору. Наприклад, він автор російського варіанту композиції з репертуару ELO — «Twilight». «Це моє, це те, що мені подобається і це те, що я вмію робити… Напевно, в ХТ я і помру» — жартує артист. «Зараз я відчуваю себе в колективі набагато впевненіше як виконавець, ніж раніше. Все-таки за освітою я — теоретик, а не вокаліст. Але зараз це стало моєю професією, моїм життям». — Е.Кульміс | 1991                           |
|      | Євген Тулінов— заступник художнього керівника, драматичний тенор Заслужений артист РФ з 2006 р. Народився 1964 року в Москві. Закінчив музичне училище при Московській консерваторії та інститут ім. Гнесіних. На перших курсах інституту Євген співав на службах в Церкві св. Іоанна Воїна, був хормейстером в ДК «МЕЛЗ», викладав у музичній школі та працював в «Чоловічому камерному хорі» під керуванням В. М. Рибіна. «Спів в оперній манері — це надзвичайна насолода для мене самого. Крім того, я дивлюся на спів і з акторської точки зору, продумую, як би я, наприклад, цю роль не лише заспівав, а й зіграв, передавши та показавши весь її драматизм… Ми всі — творчі однодумці, деяка субстанція, яка існує поза решти всього реального світу. Ми розуміємо один одного та розмовляємо однією мовою». — Е.Тулінов | 1991                           |
|      | Михайло Кузнєцов— тенор Заслужений артист РФ з 2007 р. Народився 1962 року в Москві. Закінчив інститут ім. Гнесіних. Працював в академічному хорі під керівництвом Володимира Мініна і в Чоловічому хорі видавничого відділу журналу «Московська Патріархія». «Мій колектив — це мій рідний дім. Тут я відчуваю творчий ріст, отримую моральне задоволення та професійну реалізацію, у мене виникає бажання жити і працювати ще і ще… Кожного разу, виходячи на сцену, я намагаюся віддати своєму глядачеві якомога більше любові та душевного тепла». — М.Кузнецов | 1992                           |
|      | Олег Бляхорчук— ліричний тенор, мульти-інструменталіст (фортепіано, гітара акустична та електро-, акордеон, мелодика). Народився 1966 року в Мінську (Білорусь). Закінчив Мінське музичне училище ім. М. І. Глінки та Білоруську державну консерваторію ім. А. В. Луначарського за фахом «хорове диригування». На третьому курсі училища в Олега була своя вокально-інструментальна група, в якій він був керівником, вокалістом та клавішником одночасно. Працював у Хорі радіо та телебачення, де головним диригентом був учень А. В. Свєшнікова Народний артист СРСР В. В. РВВС, потім як соліст концертного оркестру республіки Білорусь під керівництвом Михайла Фінберга. «Що я думаю зараз про своє життя та роботу ? Я думаю, що все склалося так, як повинно було бути. Я щасливий, що затребуваний як музикант. Не всім моїм однокурсникам та друзям так пощастило… Сьогодні хор для мене — це все: це і робота, і спосіб життя, і спосіб заробляння грошей».— О.Бляхорчук | 1996                           |
|      | Борис Горячев— ліричний баритон. Народився в Москві, 1971 року. Закінчив Хорове училище ім. Свєшнікова, вступив у Московську Консерваторії, закінчив відділення хорового диригування інституту ім. Гнесіних. Працював в Чоловічому камерному хорі «Акафіст» під керуванням А. В. Малютіна. Колектив виконував російську духовну музику, що в той час було цікаво та ново. 1995 року перейшов працювати в хор «Пересвет» та паралельно займався власним проектом — квартетом, який виконував духовну та російську народну музику. «Коли довгий час живеш у такому стрімкому ритмі, звикаєш до нього. Неможливо уявити своє життя без концертів та поїздок. Знаєте що таке щастя для музиканта ? Коли на сцені відчуваєш впевненість у собі, коли у тебе є своя певна ніша, коли бачиш вдячні очі глядачів, коли знаєш, що ще не повністю розкрив свої голосові здібності та розумієш, що все ще попереду…».— Б.Горячев                                                                | 2003                           |
|      | Ігор Звєрєв — високий бас (бас-кантанто) Народився 1968 року в Підмосков'ї. Закінчив Хорове училище ім. Свєшнікова, Московську академію культури та мистецтва, відділення «хорове диригування». Працював в ансамблі пісні та танцю МВС і в хоровій капелі ім. Полянського. «Я розумів, що робота в цьому колективі може дати мені, як артисту, колосальну можливість самореалізації та професійного зростання… Зараз я відчуваю енергію в своєму голосі, упевненість у подачі, просто нове відчуття себе самого».— І.Зверев | 2003                           |
|      | Костянтин Кабо— баритональний тенор, композитор. Народився 1974 року в Москві. Закінчив Хорове училище ім. Свєшнікова, потім РАТІ (ГІТІС) за фахом «актор музичного театру». Співав у мюзиклах «Норд-Ост», «12 стільців», «Ромео та Джульєтта», «Мама Міа». Паралельно він писав музику, зокрема, до програми «Цирк на льоду». «Я задоволений та щасливий. У „Хорі Турецького“ я знайшов своє „я“. Робота в групі дає мені колосальний заряд енергії, якої я із задоволенням ділюся як з публікою, так і з близькими мені людьми».— К.Кабо | 2007                           |
|      | В'ячеслав Фреш— контр-тенор Народився 1982 року в Москві. Закінчив факультет музики та образотворчих мистецтв Університету ім. Йоганна Гуттенберга в Майнці (Німеччина). "Я дуже боявся посилати свої записи. Мені вони здавалися "художньою самодіяльністю «, адже я системно не займався вокалом і був, власне, звичайним молодим людиною, що має голос. Таких — мільйони… Записав кілька треків зі своїми улюбленими „ Квін“, додав кілька класичних композицій — і відправив їх поштою в офіс колективу. Минуло кілька місяців… мені написали, що чекають мене на прослуховуванні в Москві. Це було просто дивом… Знайомство та співпраця з Хором я вважаю величезною удачею в своєму житті. Це велика честь для мене, як молодого музиканта виступати з такими професійними співаками на одній сцені, вбирати їх досвід, уміння триматися на сцені, володіння голосом, акторську гру.».— В.Фреш                                                                                 | січень 2009                    |

## Коротка дискографія

### Офіційні альбоми
| Назва диска                                         | рік випуску                                                                                             |
| --------------------------------------------------- | --- |
| High Holidays (еврейская литургия)                  | 1999 |
| Jewish Songs                                        | 2000 |
| Bravissimo                                          | 2001 |
| Хор Турецкого представляет…                         | 2003 |
| Звёздные дуэты                                      | 2004 |
| Такая великая любовь                                | 2004 |
| Когда поют мужчины (Концерт в Хайфе, DVD, 2004 г.)  | 2004 |
| Когда поют мужчины (Концерт в Москве, DVD, 2004 г.) | 2004 |
| Рождённые петь                                      | 2006 1-а частина 2-а частина                                                                            |
| Рождённые петь. (Концерт в Москве, 2005 г., DVD)    | 2006 |
| Великая музыка колекційне видання                   | 2006 2 CD DVD                                                                                           |
| Москва — Иерусалим колекційне видання 2 CD + DVD    | 2007 2 CD 1. Еврейские песни 2. Еврейская литургия DVD 1. Концерт в Большом зале Консерватории, 1992 г. |
| Музыка всех времён и народов                        | 2007 |
| Аллилуйя любви                                      | 2009 |
| Музыка всех времён                                  | 2009 |
| Музыка наших сердец                                 | 2010 |
| Шоу продолжается DVD                                | 2010 |

## Книга Михайла Турецького «Хормейстер»
В 2005 р. до 15-річчю колективу Михайло Турецький написав книгу-автобіографію про своє життя, роботу та колег по хору.

## Колишні солісти
1. Борис Воїнів, ліричний тенор. Соліст хору з першого дня його заснування в жовтні 1989 року по серпень 1993 року. За загальним визнанням — виконавець самих «єврейських» композицій у репертуарі хору тих років. Пішов з Хору у зв'язку зі вступом на канторське відділення Єврейської Духовної Семінарії при Колумбійському Університеті в Нью-Йорку, США.

1. Владислав Васильківський, тенор. Соліст хору з 1989 по 1996. З 1996 року по цей час живе і працює в США. Ведучий своєї радіо-передачі на російськомовному Радіо Чикаго «Музичний Позитив». Власник корпорації «Vlad Show Corporation».  [Архівовано 27 листопада 2012 у Wayback Machine.]
2. Валентин Суходолець — лірико-драматичний оперний тенор. Випускник Московської консерваторії, учень Євгенія Кібкало. У 1999–2002 проходив стажування в консерваторії Амстердама. Покинув хор за власним бажанням у 2009 р.[7]
3. Артур Кейша — лірико-драматичний тенор та аранжування. Закінчив інститут ім. Гнєсіних 1994 року. Покинув хор 2007 року за станом здоров'я[7].
4. Марк Смирнов, тенор. У хорі з 1991 по 1999.
5. Юрій Смирнов, баритон. У хорі з 1991 по 1999. [Архівовано 7 листопада 2013 у Wayback Machine.]
6. Володимир Аранзон, бас.
7. Володимир Крайтман, баритон. Останнім часом — соліст Московського чоловічого єврейського хору «хасидського капела» [Архівовано 2 червня 2013 у Wayback Machine.].
8. Сергій Іващенко, бас. У хорі з 1993 по 1998. Останнім часом працює в Німеччині.
9. Олег Корольов, тенор. У хорі в 1997. Останнім часом працює в Україні.
10. Антон Федосєєв, тенор. У хорі з 2002 по 2003.
11. Йосип Федоровський, тенор. Останнім часом — аранжувальник.
12. Олексій Калан, баритон. У хорі з 1996 по 2003. Останнім часом — вокальна група «THE CLAN».
13. Леонід Бар, баритон. У хорі на початку 1990-х. Останнім часом — Жуковський симфонічний оркестр (скрипаль, хормейстер); Московська Хоральна Синагога.
14. Євген Аст (Астафуров), бас. У хорі з 1996 по 2003. Останнім часом — вокальна група «THE CLAN».
15. Герман Апайкін, тенор. У хорі з 1996 по 2003. Останнім часом — соліст ансамблю імені Александрова.
16. Валентин Дубовський — тенор та аранжувальник[8]. У хорі до 1997. Автор багатьох аранжувань для хору Турецького.

### Аранжування Валентина Дубівського для Хору Турецького
| №  | Назва                     | Час звучання |
| -- | ------------------------- | ------------ |
| 1  | Підмосковні вечори        | 2:44         |
| 2  | Серенада місячного світла | 2:23         |
| 3  | Ямайка                    | 2:11         |
| 4  | Любов прийшла             | 3:04         |
| 5  | Черокі                    | 2:28         |
| 6  | Очі чорні                 | 3:06         |
| 7  | Попурі на теми Гершвіна   | 6:24         |
| 8  | Італійське танго          | 3:04         |
| 9  | Дим                       | 2:24         |
| 10 | Пам'ять                   | 4:19         |
| 11 | Мурка                     | 3:50         |
| 12 | Куля блакитний            | 2:04         |
| 13 | Adon olam                 | 3:45         |
| 14 | Наш паровоз               | 2:32         |